# Leucochimona icarus
Leucochimona icarus är en fjärilsart som beskrevs av Fabricius 1776. Leucochimona icarus ingår i släktet Leucochimona och familjen Riodinidae. Inga underarter finns listade i Catalogue of Life.